# گورگیاه
گورگیاه (Andropogon spp) از گیاهان علوفه‌ای است. گیاهی است انبوه، گسترده و خوش‌خوراک که با چندین مرتبه رشد مجدد در سال نسبت به چرای مفرط مقاوم می‌باشد. سنبله‌های این گیاه بر روی هر گره محور اصلی سنبله به صورت بندبند قرار گرفته است. برخی از این انواع دارای دم‌گل بلندی است که گاهی سنبله آن عقیم و پوشیده از موهای ظریف می‌باشد. ساقه‌های این گیاه سخت بوده، سنبلچه‌ها در یک سنبل مرکب قرار گرفته است و چنانچه این گیاه بیش از حد رشد نماید، خشبی شده از کیفیت علوفه‌ای آن به میزان فراوانی کاسته می‌گردد.
این گیاه از غرب اروپا تا مرکز آسیا پراکنده می‌باشد و در ایران نیز وجود دارد.
دوگونه از این گیاه به نام‌های A.faveolatus و A.kellerI در سومالی مورد تغذیه شترها واقع می‌گردند.
گورگیاه گیاهی است که گورخر آن را به رغبت تمام می‌خورد، و مزه قرنفل و مصطکی می‌دهد.
گورگیاه یا کاه مکی، از گندمیان صنعتی، از دسته غلات است که خوشه‌های معطر دارد.
نام قدمی این گیاه، اذخر می‌باشد.